# Zwerg-Langzungenflughund
Der Zwerg-Langzungenflughund (Macroglossus minimus) ist ein Fledertier aus der Unterfamilie der Macroglossusinae innerhalb der Familie der Flughunde.
Der Artzusatz im wissenschaftlichen Namen ist aus dem lateinischen Wort minimus (kleinstes) gebildet.

## Merkmale
Der Zwerg-Langzungenflughund ist die kleinste Art der Gattung. Die Kopf-Rumpf-Länge beträgt 60 bis 68 mm, die Unterarmlänge 38,6 bis 41,2 mm, die Schienbeinlänge 15,9 bis 18,8 mm, die Ohrenlänge 11,1 bis 12,8 mm und das Gewicht 11,5 bis 16 Gramm. Er hat keinen Schwanz. Der Zwerg-Langzungenflughund hat eine lange Schnauze. Die Zähne sind klein, mit Ausnahme der nadelförmigen Eckzähne. Die lange Zunge hat eine bürstenförmige Spitze. Das kurze Fell ist lebhaft braun. Die erwachsenen Männchen haben einen V-förmigen drüsigen Bereich an der Brust.

## Verbreitung und Lebensraum

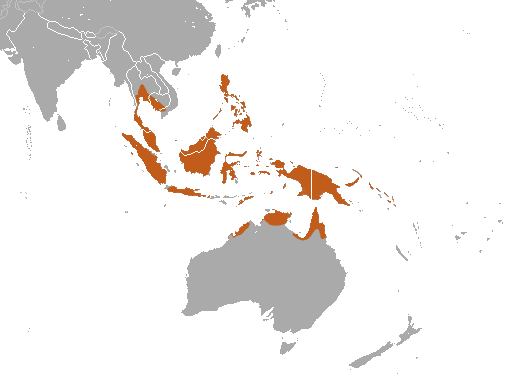
Verbreitungskarte des Zwerg-Langzungenflughundes

Der Zwerg-Langzungenflughund ist heimisch in Wäldern und Plantagen der Küstenregionen Vietnams und Kambodschas, der Malaiischen Halbinsel, Javas, Borneos und anderen indonesischen Inseln, den Philippinen, Neuguineas, des Bismarck-Archipels, der Salomonen und Australiens.

## Lebensweise
Mit seiner langen Schnauze und der langen, borstenförmigen Zunge extrahiert er seine Nahrung, Pollen und Nektar, aus den Blumen, Mangrovenbäumen und Obstbäumen, wie Bananen und Mango. Er ernährt sich auch von Früchten. Er ruht alleine oder in kleinen Gruppen von fünf bis zehn Tieren. Als Schlafplätze dienen Zweige oder aufgerollte Bananen- oder Hanfblätter. Er wird bei Dämmerung aktiv und ist nachts ziemlich laut. Nach einer Tragzeit von zwölf bis fünfzehn Wochen kommt ein Junges zur Welt.

## Belege
1. ↑  Conder & Strahan (Hrsg.): Dictionary of Australian and New Guinean Mammals. CSIRO PUBLISHING, 2007, ISBN 978-0-643-10006-0, S. 69 (Macroglossus minimus).